# Cnemaspis krishnagiriensis
Cnemaspis krishnagiriensis — вид ящірок з родини геконових (Gekkonidae). Описаний у 2021 році.

## Поширення
Ендемік Індії. Описаний зі скелястого пагорба поблизу храму Перія Марімман у форті Кішнагірі в окрузі Кішнагірі у штаті Тамілнад.